# Club Atlético Libertad (San Jerónimo Norte)
El Club Atlético Libertad es un club fundado el 3 de agosto de 1923 en San Jerónimo Norte, Provincia de Santa Fe, Argentina. Es apodado "El Valesano" debido al clásico apodo que reciben los habitantes del pueblo, en su mayoría, descendientes de suizos que venían del cantón de Valais. Por motivos de patrocinio, en la Liga Argentina de Voleibol se llama Libertad Burgi Vóley.
El club fue fundado como uno específicamente de fútbol, sin embargo el deporte más significativo es el vóley, donde en 2017 logró el ascenso a la Liga A1 de Voleibol Argentino al haber llegado a la final de la Liga A2 ante Monteros Vóley Club, equipo que se proclamó campeón.

## Deportes
- Fútbol
- Voleibol
- Natación
- Hockey sobre césped
- Rugby
- Tenis Criollo
- Tenis inglés
- Básquet
- Gimnasia artística
- Artes marciales